# Julius Steger
Julius Steger (Vienna, 4 marzo 1886 – Vienna, 26 febbraio 1959) è stato un attore, regista e sceneggiatore austriaco.

## Biografia
Nato a Vienna, all'epoca dell'impero austro-ungarico, lavorò negli Stati Uniti. Attore a Broadway nei primissimi anni del Novecento in musical e operette, passò al cinema negli anni dieci, lavorando come attore, regista, produttore e sceneggiatore. Diresse undici pellicole dal 1916 al 1919, alcune delle quali in collaborazione con Joseph A. Golden.
Morì a Vienna, sua città natale, il 26 febbraio 1959, a 72 anni.

## Filmografia

### Attore
- The Fifth Commandment (1915)
- The Master of the House, regia di Joseph A. Golden (1915)
- The Blindness of Love, regia di Charles Horan (1916)
- The Stolen Triumph, regia di David Thompson (1916)

### Regista
- The Prima Donna's Husband co-regia Joseph A. Golden (1916)
- The Libertine co-regia Joseph A. Golden (1916)
- The Law of Compensation, co-regia di Joseph A. Golden (1917)
- Redemption, co-regia Joseph A. Golden (1917)
- Just a Woman (1918)
- Her Mistake (1918)
- Cecilia of the Pink Roses (1918)
- The Burden of Proof co-regia John G. Adolfi (1918)
- The Hidden Truth (1919)
- The Belle of New York (1919)
- Break the News to Mother (1919)

### Sceneggiatore
- The Fifth Commandment - lavoro teatrale (1915)
- The Master of the House, regia di Joseph A. Golden - sceneggiatura (1915)
- Not Guilty, regia di Joseph A. Golden - sceneggiatura (1915)
- The Warning, regia di Edmund Lawrence - sceneggiatura (1915)
- The Stolen Triumph, regia di David Thompson - scenario (1916)
- Redemption, regia di Julius Steger e Joseph A. Golden - titoli (1917)
- Just a Woman, regia di Julius Steger - scenario (1918)
- Her Mistake, regia di Julius Steger - scenario (1918)
- Perjury, regia di Harry F. Millarde - lavoro teatrale Guilty (1921)
- Does It Pay?, regia di Charles Horan - storia (1923)

### Produttore
- Redemption, regia di Julius Steger e Joseph A. Golden - presentatore (1917)
- Just a Woman, regia di Julius Steger (1918)
- Her Mistake, regia di Julius Steger (1918)
- Who Are My Parents?, regia di J. Searle Dawley (1922)
- No Mother to Guide Her, regia di Charles Horan (1923)

## Teatro
- Foxy Quiller (In Corsica) (prima: 5 novembre 1900)
- Sally in Our Alley (prima: 29 agosto 1902)
- The Billionaire (prima: 29 dicembre 1902)
- It Happened in Nordland (prima: 5 dicembre 1904)
- The Rollicking Girl (prima: 1º maggio 1905)
- A Modern Girl (prima: 12 settembre 1914)